# Craterostigma kigomense
Craterostigma kigomense är en tvåhjärtbladig växtart som först beskrevs av Fischer, och fick sitt nu gällande namn av Fischer, Schäferhoff och Müller. Craterostigma kigomense ingår i släktet Craterostigma och familjen Linderniaceae. Inga underarter finns listade i Catalogue of Life.